# Pallywood (término)
Pallywood es una palabra compuesta de Palestina y Hollywood utilizada para describir la manipulación, distorsión o fraude de los medios para ganar la guerra de relaciones públicas con Israel.  El término entró en vigencia después de la muerte de Muhammad al-Durrah en 2000 durante la Segunda Intifada, israelíes han utilizado el término para descartar videos que muestran la violencia israelí o el sufrimiento palestino. Durante la guerra entre Israel y Hamás, se ha utilizado para descartar el sufrimiento palestino, y algunas fuentes de noticias lo consideran una teoría de la conspiración.aunque hay datos que dicen que es real ejemplo usar fotos de Siria como si fueran en palestina, recientemente desde 2023 se popularizó la variante Gazawood similar al término pallywood. 

## Críticas
Ruthie Blum dice que las afirmaciones de Richard Landes, que se consideran bastante severas, han llevado a que se lo etiquete como un teórico de la conspiración de derecha en ciertos círculos. Los críticos argumentan que el lenguaje de Landes, que aparentemente favorece a Israel, muestra características comúnmente asociadas con las teorías de la conspiración.
En 2014, Larry Derfner describió el término «Pallywood» en la revista +972 como «un insulto étnico particularmente feo». En 2018, Eyal Weizman, cuyo trabajo con Forensic Architecture ha sido llamado «Pallywood» en Israel, respondió que «la última línea de defensa de los bastardos es llamarlo 'noticias falsas'. En el momento en que recurran a este argumento es cuando habrán perdido todos los demás». En un artículo publicado por Mondoweiss, Jonathan Cook argumentó que el término era una excusa conveniente utilizada por los israelíes para descartar la evidencia filmada de la brutalidad de sus soldados.